# Perkinsville (Vermont)
Perkinsville es una villa ubicada en el condado de Windsor en el estado estadounidense de Vermont. En el año 2010 tenía una población de 130 habitantes y una densidad poblacional de 260 personas por km².

## Geografía
Perkinsville se encuentra ubicada en las coordenadas 43°22′21″N 72°30′56″O / 43.37250, -72.51556. en Vermont.

## Demografía
Según la Oficina del Censo en 2000 los ingresos medios por hogar en la localidad eran de $22,708 y los ingresos medios por familia eran $24,583. Los hombres tenían unos ingresos medios de $30,750 frente a los $23,182 para las mujeres. La renta per cápita para la localidad era de $18,321. Alrededor del 19.9% de la población estaban por debajo del umbral de pobreza.